# Desa Puraseda
Desa Puraseda är en administrativ by i Indonesien.   Den ligger i provinsen Jawa Barat, i den västra delen av landet, 60 km sydväst om huvudstaden Jakarta.